# Рудник Бролга
Рудник Бролга – колишній гірничодобувний майданчик на північному сході Австралії.
З 1970-х років в районі Таунсвілю працював нікелеплавильний завод у Ябулу, споруджений з розрахунку на продукцію родовища Грінвейл. Втім, станом на початок 1990-х запаси останнього підійшли до вичерпання, що змусило перевести завод на імпортовану сировину. Також в 1993-му узялись за розробку розташованого неподалік від Таунсвілю родовища Бролга, втім це доволяло покрити лише незначну частину потреб. Крім того, роботи на Бролга завершили вже у 1995-му року із накопиченим показником видобутку у 0,6 млн тонн (при річній потребі майданчику в Ябулу біля 3 млн тонн).
Видобуток на Бролга вели відкритим способом із приповерхневого шару (є відомості, що глибина залягання покладів не перевищує 20 метрів), а вивіз продукції відбувався автопоїздами до місця перевантаження на залізницю.
В 2012-му власник заводу в Ябулу оголосив про наміри перезапуску рудника Бролга з можливим виводом його на показник у 0,9 млн тонн на рік. Втім, на тлі чергової кризи на світовому ринку нікелю цей проект так і не реалізували, а сам майданчик в Ябула був зупинений в 2016 році.